# 中郡 (京都府)
- 令制国一覧 > 山陰道 > 丹後国 > 中郡
- 日本 > 近畿地方 > 京都府 > 中郡

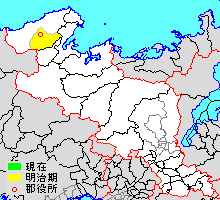
京都府中郡の位置

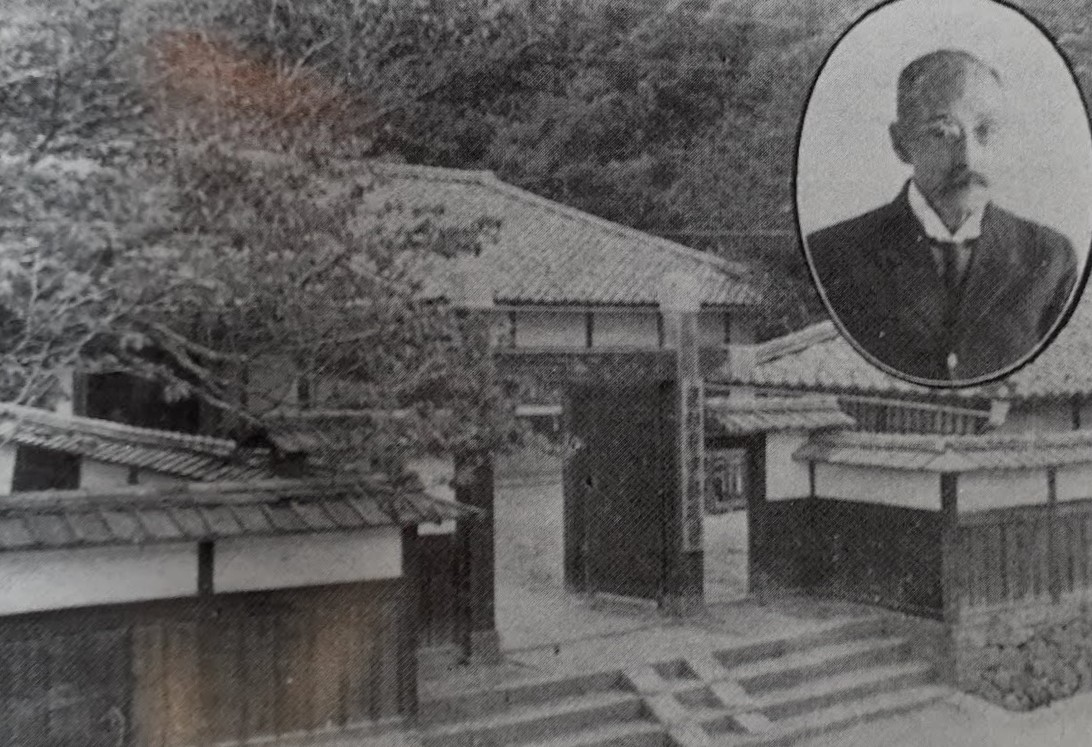
中郡役所と羽田信明郡長

中郡（なかぐん）は、京都府（丹後国）にあった郡。古くは丹波郡と呼ばれ、丹後国が丹波国から分国する以前および以降も中世までその名で呼ばれた。

## 郡域
1897年（明治12年）に行政区画として発足した当時の郡域は、京丹後市の一部（峰山町各町・大宮町各町）にあたる。

## 歴史
続日本紀に和銅6年(713年)に丹波国の11郡のうち、丹波郡を含む北方の5郡を分けて丹後国が設けられたとある。丹波の名を持つ伝説上の人物として崇神天皇が指名した四道将軍のひとりである丹波道主命が、この地方で善政を強いて民から慕われたとされる。

### 古代
この領域からは縄文時代の土器・石器の良好な資料が発掘されているが量は多くない。弥生時代には大規模な集落が形成された。代表的な遺跡は、峰山の途中ケ丘遺跡、扇谷遺跡などが良く調査されている。古墳としてはカジヤ古墳や湧田山古墳群などが発掘・研究されている。

#### 郷
平安時代に作られた『和名類聚抄』に記される郡内の郷。
- 大野郷
- 新治郷(新沼郷とも[3])
- 丹波郷
- 周枳郷
- 三重郷
- 神戸郷
- 口枳郷

#### 式内社
『延喜式』神名帳に記される郡内の式内社。
| 神名帳                     | 神名帳         | 神名帳 | 神名帳 | 比定社             | 比定社                   | 比定社         | 集成 |
| 社名                       | 読み           | 格     | 付記   | 社名               | 所在地                   | 備考           | 集成 |
| -------------------------- | -------------- | ------ | ------ | ------------------ | ------------------------ | -------------- | ---- |
| 丹波郡 9座（大2座・小7座） |                |        |        |                    |                          |                |      |
| 大宮売神社 二座            | オホミヤノメノ | 名神大 |        | 大宮売神社         | 京都府京丹後市大宮町周枳 | （丹後国二宮） |      |
| 咋岡神社                   | クヒヲカノ     | 小     |        | 咋岡神社           | 京都府京丹後市峰山町赤坂 |                |      |
| 波弥神社                   | ハミノ         | 小     |        | 波弥神社           | 京都府京丹後市峰山町荒山 |                |      |
| 多久神社                   | タクノ         | 小     |        | 多久神社           | 京都府京丹後市峰山町丹波 |                |      |
| 稲代神社                   | イナシロノ     | 小     |        | 稲代神社・吉原神社 | 京都府京丹後市峰山町安   |                |      |
| 名木神社                   | ナキノ         | 小     |        | 名木神社           | 京都府京丹後市峰山町内記 |                |      |
| 矢田神社                   | ヤタノ         | 小     |        | 矢田神社           | 京都府京丹後市峰山町矢田 |                |      |
| 比沼麻奈為神社             | ヒチマナヰノ   | 小     |        | 比沼麻奈為神社     | 京都府京丹後市峰山町久次 |                |      |
| 凡例を表示                 |                |        |        |                    |                          |                |      |

### 中世
室町時代までは丹波郡の名称が続いていた事が確認できる。戦国時代末期この地域の峰山に城があったが、織田信長の武将明智光秀と細川藤孝に攻略され、平定後は丹後国は細川藤孝に与えられた。藤高は関ケ原の合戦では東軍に属し、戦後に豊前中津へ転出して代わりに京極氏が丹後一国を支配した。京極氏が慶長7年に実施した検地では中郡と記載されている。その後丹後は小さな藩や天領に分割されて統治された。

### 近世以降の沿革
- 「旧高旧領取調帳」に記載されている明治初年時点での支配は以下の通り。幕府領は久美浜代官所が管轄。（1町35村）

| 知行         | 知行           | 村数     | 村名 |
| ------------ | -------------- | -------- | --- |
| 幕府領       | 幕府領         | 9村      | 五十河村、久住村、延利村、明田村、三坂村、谷内村、奥大野村、鱒留村、新治村                                                                           |
| 藩領         | 丹後峰山藩     | 1町 19村 | 河辺村、新町村、荒山村、内記村、丹波村、矢田村、橋木村、石丸村、赤坂村、杉谷村、峰山町、五箇村、久次村、小西村、西山村、安村、菅村、長岡村、善王寺村 |
| 藩領         | 丹後宮津藩     | 5村      | 三重村、森本村、上常吉村、下常吉村、周枳村 |
| 藩領         | 宮津藩・峰山藩 | 1村      | 口大野村 |
| 幕府領・藩領 | 幕府領・宮津藩 | 1村      | 二箇村 |

- 慶応4年
  - 4月19日（1868年5月21日） - 幕府領が府中裁判所の管轄となる。
  - 閏4月28日（1868年6月18日） - 府中裁判所の管轄地域が久美浜県の管轄となる。
- 明治4年
  - 7月14日（1871年8月29日） - 廃藩置県により、藩領が峰山県、宮津県の管轄となる。
  - 11月2日（1871年12月13日） - 第1次府県統合により、全域が豊岡県の管轄となる。
- 明治9年（1876年）8月21日 - 第2次府県統合により京都府の管轄となる。
- 明治12年（1879年）4月10日 - 郡区町村編制法の京都府での施行により、行政区画としての中郡が発足。郡役所が峰山町に設置。

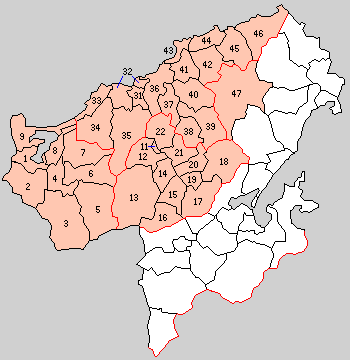
11.峰山町 12.吉原村 13.五箇村 14.長善村 15.大野村 16.常吉村 17.三重村 18.五十河村 19.周枳村 20.河辺村 21.新山村 22.丹波村（橙：京丹後市 1 - 9は熊野郡 31 - 47は竹野郡）

- 明治22年（1889年）4月1日 - 町村制の施行により、下記の町村が発足。全域が現・京丹後市。（1町11村）
  - 峰山町 ← 峰山町[注釈 2]、杉谷村［一部[注釈 3]］
  - 吉原村 ← 安村、西山村、小西村、菅村、新治村
  - 五箇村 ← 五箇村、鱒留村、二箇村、久次村
  - 長善村 ← 長岡村、善王寺村
  - 大野村 ← 口大野村、奥大野村
  - 常吉村 ← 上常吉村、下常吉村
  - 三重村 ← 森本村、三重村、三坂村、谷内村
  - 五十河村 ← 延利村、明田村、五十河村、久住村
  - 周枳村、河辺村（それぞれ単独村制）
  - 新山村 ← 荒山村、新町村、内記村
  - 丹波村 ← 丹波村、矢田村、橋木村、赤坂村、石丸村、杉谷村［一部[注釈 3]を除く］
- 明治25年（1892年）3月5日 - 大野村が分割し、一部（口大野）の区域をもって口大野村が、残部（奥大野）の区域をもって奥大野村がそれぞれ発足。（1町12村）
- 明治32年（1899年）7月1日 - 郡制を施行。
- 大正7年（1918年）7月1日 - 丹波村の一部（杉谷）と吉原村の一部（安）[注釈 4]が峰山町に編入[6]
- 大正12年（1923年）4月1日 - 郡会が廃止。郡役所は存続。
- 大正15年（1926年）7月1日 - 郡役所が廃止。以降は地域区分名称となる。
- 昭和26年（1951年）4月1日 - 口大野村・奥大野村・常吉村・三重村・周枳村・河辺村が合併して大宮町が発足。（2町6村）
- 昭和30年（1955年）1月1日 - 峰山町・吉原村・五箇村・新山村・丹波村が合併し、改めて峰山町が発足。（2町2村）
- 昭和31年（1956年）
  - 7月1日 - 五十河村が大宮町に編入。（2町1村）
  - 9月30日 - 長善村が分割し、一部（長岡）が峰山町に、残部（善王寺）が大宮町にそれぞれ編入。（2町）
- 平成16年（2004年）4月1日 - 峰山町・大宮町が竹野郡網野町・丹後町・弥栄町・熊野郡久美浜町と合併して京丹後市が発足。同日中郡消滅。

### 変遷表
| 明治以前 | 明治以前   | 明治22年 4月1日 町村制施行 | 明治22年 - 大正15年        | 昭和元年 - 昭和29年   | 昭和30年 - 昭和64年          | 平成元年 - 現在         | 現在     |
| -------- | ---------- | -------------------------- | -------------------------- | --------------------- | ---------------------------- | ----------------------- | -------- |
| 丹波村   | 丹波村     | 丹波村                     | 丹波村                     | 丹波村                | 昭和30年1月1日 峰山町        | 平成16年4月1日 京丹後市 | 京丹後市 |
| 矢田村   |            | 丹波村                     | 丹波村                     | 丹波村                | 昭和30年1月1日 峰山町        | 平成16年4月1日 京丹後市 | 京丹後市 |
| 橋木村   |            | 丹波村                     | 丹波村                     | 丹波村                | 昭和30年1月1日 峰山町        | 平成16年4月1日 京丹後市 | 京丹後市 |
| 赤坂村   |            | 丹波村                     | 丹波村                     | 丹波村                | 昭和30年1月1日 峰山町        | 平成16年4月1日 京丹後市 | 京丹後市 |
| 石丸村   |            | 丹波村                     | 丹波村                     | 丹波村                | 昭和30年1月1日 峰山町        | 平成16年4月1日 京丹後市 | 京丹後市 |
| 杉谷村   | 一部を除く | 丹波村                     | 大正7年7月1日 峰山町に編入 | 峰山町                | 昭和30年1月1日 峰山町        | 平成16年4月1日 京丹後市 | 京丹後市 |
| 杉谷村   | 一部       | 峰山町                     | 峰山町                     | 峰山町                | 昭和30年1月1日 峰山町        | 平成16年4月1日 京丹後市 | 京丹後市 |
| 峰山町   |            | 峰山町                     | 峰山町                     | 峰山町                | 昭和30年1月1日 峰山町        | 平成16年4月1日 京丹後市 | 京丹後市 |
| 安村     | 一部       | 吉原村                     | 大正7年7月1日 峰山町に編入 | 峰山町                | 昭和30年1月1日 峰山町        | 平成16年4月1日 京丹後市 | 京丹後市 |
| 安村     | 一部を除く | 吉原村                     | 吉原村                     | 吉原村                | 昭和30年1月1日 峰山町        | 平成16年4月1日 京丹後市 | 京丹後市 |
| 西山村   |            | 吉原村                     | 吉原村                     | 吉原村                | 昭和30年1月1日 峰山町        | 平成16年4月1日 京丹後市 | 京丹後市 |
| 小西村   |            | 吉原村                     | 吉原村                     | 吉原村                | 昭和30年1月1日 峰山町        | 平成16年4月1日 京丹後市 | 京丹後市 |
| 菅村     |            | 吉原村                     | 吉原村                     | 吉原村                | 昭和30年1月1日 峰山町        | 平成16年4月1日 京丹後市 | 京丹後市 |
| 新治村   |            | 吉原村                     | 吉原村                     | 吉原村                | 昭和30年1月1日 峰山町        | 平成16年4月1日 京丹後市 | 京丹後市 |
| 五箇村   | 五箇村     | 五箇村                     | 五箇村                     | 五箇村                | 昭和30年1月1日 峰山町        | 平成16年4月1日 京丹後市 | 京丹後市 |
| 鱒留村   |            | 五箇村                     | 五箇村                     | 五箇村                | 昭和30年1月1日 峰山町        | 平成16年4月1日 京丹後市 | 京丹後市 |
| 二箇村   |            | 五箇村                     | 五箇村                     | 五箇村                | 昭和30年1月1日 峰山町        | 平成16年4月1日 京丹後市 | 京丹後市 |
| 久次村   |            | 五箇村                     | 五箇村                     | 五箇村                | 昭和30年1月1日 峰山町        | 平成16年4月1日 京丹後市 | 京丹後市 |
| 荒山村   | 荒山村     | 新山村                     | 新山村                     | 新山村                | 昭和30年1月1日 峰山町        | 平成16年4月1日 京丹後市 | 京丹後市 |
| 新町村   |            | 新山村                     | 新山村                     | 新山村                | 昭和30年1月1日 峰山町        | 平成16年4月1日 京丹後市 | 京丹後市 |
| 内記村   |            | 新山村                     | 新山村                     | 新山村                | 昭和30年1月1日 峰山町        | 平成16年4月1日 京丹後市 | 京丹後市 |
| 長岡村   | 長岡村     | 長善村                     | 長善村                     | 長善村                | 昭和31年9月30日 峰山町に編入 | 平成16年4月1日 京丹後市 | 京丹後市 |
| 善王寺村 | 善王寺村   | 長善村                     | 長善村                     | 長善村                | 昭和31年9月30日 大宮町に編入 | 平成16年4月1日 京丹後市 | 京丹後市 |
| 五十河村 | 五十河村   | 五十河村                   | 五十河村                   | 五十河村              | 昭和31年7月1日 大宮町に編入  | 平成16年4月1日 京丹後市 | 京丹後市 |
| 延利村   |            | 五十河村                   | 五十河村                   | 五十河村              | 昭和31年7月1日 大宮町に編入  | 平成16年4月1日 京丹後市 | 京丹後市 |
| 明田村   |            | 五十河村                   | 五十河村                   | 五十河村              | 昭和31年7月1日 大宮町に編入  | 平成16年4月1日 京丹後市 | 京丹後市 |
| 久住村   |            | 五十河村                   | 五十河村                   | 五十河村              | 昭和31年7月1日 大宮町に編入  | 平成16年4月1日 京丹後市 | 京丹後市 |
| 口大野村 | 口大野村   | 大野村                     | 明治25年3月5日 口大野村    | 昭和26年4月1日 大宮町 | 大宮町                       | 平成16年4月1日 京丹後市 | 京丹後市 |
| 奥大野村 | 奥大野村   | 大野村                     | 明治25年3月5日 奥大野村    | 昭和26年4月1日 大宮町 | 大宮町                       | 平成16年4月1日 京丹後市 | 京丹後市 |
| 上常吉村 | 上常吉村   | 常吉村                     | 常吉村                     | 昭和26年4月1日 大宮町 | 大宮町                       | 平成16年4月1日 京丹後市 | 京丹後市 |
| 下常吉村 |            | 常吉村                     | 常吉村                     | 昭和26年4月1日 大宮町 | 大宮町                       | 平成16年4月1日 京丹後市 | 京丹後市 |
| 三重村   | 三重村     | 三重村                     | 三重村                     | 昭和26年4月1日 大宮町 | 大宮町                       | 平成16年4月1日 京丹後市 | 京丹後市 |
| 森本村   |            | 三重村                     | 三重村                     | 昭和26年4月1日 大宮町 | 大宮町                       | 平成16年4月1日 京丹後市 | 京丹後市 |
| 三坂村   |            | 三重村                     | 三重村                     | 昭和26年4月1日 大宮町 | 大宮町                       | 平成16年4月1日 京丹後市 | 京丹後市 |
| 谷内村   |            | 三重村                     | 三重村                     | 昭和26年4月1日 大宮町 | 大宮町                       | 平成16年4月1日 京丹後市 | 京丹後市 |
| 周枳村   | 周枳村     | 周枳村                     | 周枳村                     | 昭和26年4月1日 大宮町 | 大宮町                       | 平成16年4月1日 京丹後市 | 京丹後市 |
| 河辺村   | 河辺村     | 河辺村                     | 河辺村                     | 昭和26年4月1日 大宮町 | 大宮町                       | 平成16年4月1日 京丹後市 | 京丹後市 |

## 行政
歴代郡長
| 代 | 氏名 | 就任年月日                | 退任年月日                | 備考                   |
| -- | ---- | ------------------------- | ------------------------- | ---------------------- |
| 1  |      | 明治11年（1879年）4月10日 |                           |                        |
|    |      |                           | 大正15年（1926年）6月30日 | 郡役所廃止により、廃官 |